# Діловий вісник
«Діловий вісник» — інформаційно-аналітичний журнал Торгово-промислової палати України, що висвітлює питання ведення бізнесу, особливості зовнішньоекономічної діяльності.
Видається з листопада 1992 року.
Повнокольорове видання формату А4. Виходить 12 разів на рік.
Знайомить підприємців з комерційними пропозиціями українських та іноземних фірм, особливостями торгівлі з різними країнами, кон'юнктурою світового ринку, коментує і розяснює нові закони, які регулюють економічну діяльність. У журналі друкуються інформаційні матеріали про стан українського ринку, аналітичні огляди та прогнози фахівців.
Аудиторія читачів журналу представлена керівниками великого, середнього і малого бізнесу, провідними фахівцями всіх галузей економіки України.
Видання зареєстроване в Держкомпреси України (м. Київ) КВ № 453 від 23 лютого 1994 р.
У липні 2001 року журнал «Діловий вісник» зареєстровано Міжнародним центром ISSN (Париж, Франція) з наданням йому стандартизованого міжнародного коду — ISSN 1680-3310.
Журнал розповсюджується за передплатою, прямою поштовою розсилкою членам Палати і на всіх заходах та виставках, які проводить ТПП України.
Наклад журналу — 25 тис. примірників. Журнал отримують члени ТПП України (понад 10 тис. підприємств різних форм власності), посольства, торгово-економічні місії при посольствах України за кордоном і всі іноземні представництва в Україні, регіональні торгово-промислові палати та ділові партнери Палати у більш ніж 60 країнах світу, де предметно опрацьовують нашу ділову інформацію.